# San Ildefonso (Coamo)
San Ildefonso es un barrio ubicado en el municipio de Coamo en el estado libre asociado de Puerto Rico. En el Censo de 2010 tenía una población de 11427 habitantes y una densidad poblacional de 355,6 personas por km².

## Geografía
San Ildefonso se encuentra ubicado en las coordenadas 18°2′31″N 66°21′5″O / 18.04194, -66.35139. Según la Oficina del Censo de los Estados Unidos, San Ildefonso tiene una superficie total de 32.13 km², de la cual 32.11 km² corresponden a tierra firme y (0.06%) 0.02 km² es agua.

## Demografía
Según el censo de 2010, había 11427 personas residiendo en San Ildefonso. La densidad de población era de 355,6 hab./km². De los 11427 habitantes, San Ildefonso estaba compuesto por el 76.8% blancos, el 10.97% eran afroamericanos, el 0.28% eran amerindios, el 0.11% eran asiáticos, el 0.05% eran isleños del Pacífico, el 9.04% eran de otras razas y el 2.75% pertenecían a dos o más razas. Del total de la población el 99.49% eran hispanos o latinos de cualquier raza.